# Конотопський район (1923—2020)

Коното́пський райо́н (МФА: [kon̪oˈt̪ɔpsʲkɪi̯ rɐˈjon̪] ( прослухати)) — колишній район України в західній частині Сумської області України з адміністративним центром у місті Конотоп, який існував протягом 1923—2020 років і був ліквідований під час Адміністративно-територіальної реформи в Україні.

## Географія
Межував на заході з Чернігівською областю, на півночі, сході та півдні — з районами Сумської області (Кролевецьким, Путивльським, Буринським і Роменським районами).
Територія району становила 1667 км². Населення — 34,1 тис. ос. Відстань від Конотопа до Сум залізницею 129 км, автошляхом — 132 км, до Києва — 250 км.
Район охоплював територію, якою протікають 18 річок, найбільша з яких — Сейм.
До складу району входили одне селище міського типу та 83 сільські населені пункти, які були підпорядковані одній селищній та 29 сільським радам. Тут проживало понад 36 тис. осіб (до 30 національностей).
У північній частині краю виділяється придеснянське плато, що на заході обмежене долиною річки Десни, а на півдні — долиною річки Сейм.
Головними корисними копалинами є прісна вода, поверхнева вода, глина, пісок, торф.
Ґрунти на території району родючі і в основному чорноземні. Кадастровий бал ґрунтів у середньому становить 64 бала. Сільськогосподарський тип ландшафтів займає 79,5 відсотка території району, або 132,6 тис. га, в тому числі сільськогосподарських угідь — 129,5 тис. га, із них рілля — 91,8 тис. га, 13 відсотків — ліси та лісовкриті площі, це — 22,6 тис. га.

## Історія
На Конотопщині знаходяться 272 пам'ятки археології: тимчасові стоянки стародавніх часів, поселення, городища, кургани. Відносяться вони до різних епох — від кам'яної доби до часів Київської Русі. До найстаріших сіл Конотопщини належать села Мельня — перша згадка датується 1500 роком та Карабутове — 1572 роком, а також село Великий Самбір, яке відоме з початку XVI століття.
Значною історичною подією на Конотопщині стала Конотопська битва 1659 року між військами гетьмана І. Виговського та військами московського царя Олексія Михайловича. Основні події битви розгорнулися, коли під Конотоп підійшов гетьман І.Виговський з козацько-кримсько-татарським військом. Бій відбувся на полі між селами Соснівка та Шаповалівка. В результаті вдалої атаки та тактичних дій царські війська в районі сучасного с. Соснівка були знищені. Звідси і інша назва битви — Соснівська. Увіковічуючи пам'ять всіх загиблих воїнів, в центрі с. Шаповалівка у 2002 році встановлено Пам'ятний Знак (каплиця) і меморіальну дошку, в 2007 році відкрито музейну кімнату «Історія Конотопської битви 1659 року».
17 червня 1672 року на території сучасного села Козацьке, в Козацькій діброві на Козацькій раді було обрано гетьманом лівобережної України Івана Самойловича (1672—1677), який прийняв і підписав з Московською державою «Конотопські статті».
За багаторічну історію краю адміністративні межі Конотопщини неодноразово змінювалися. За наказом Катерини II у 1781 році в Лівобережній Україні були створені намісництва. Конотопщина спочатку входила до Новгород — Сіверського намісництва, а з 1802 року — до Чернігівської губернії. У 1923 році  в губерніях були утворені округи, був організований Конотопський округ, куди увійшов і Конотопський район.
Датою утворення Конотопського району є 1923 рік, коли він став новою самостійною адміністративно — територіальною одиницею, до якої увійшов Конотопський, Борзнянський повіт і Кролевецький повіт. У 1932 році з переходом на триступеневу адміністративно-територіальну систему: район — область — центр було створено п'ять областей і Конотопський район на деякий час увійшов до складу Київської області.
З утворенням Сумської області 10 січня 1939 року Конотопський та Дубов'язівський райони передані до її складу. Після Другої світової війни Конотопський район тричі змінював свої кордони. У 1957 році до району були приєднані 8 сіл, а в 1960 році ще 6 сіл колишнього Дубов'язівського району, у 1963 році було приєднано села Духанівка Буринського району та село Дептівка Талалаївського району Чернігівської області.

### Епідемія коронавірусу
Станом на 3 квітня 2020 року район був одним із епіцентрів епідемії коронавірусу у Сумській області. 15 осіб було інфіковано COVID-19. Це майже половині із всіх по області.
За словами в.о. директора Сумського лабораторного центру Володимира Збаражського станом на 3 квітня із 37 інфікованих в області третина немає жодних симптомів хвороби.

## Адміністративний устрій
Район адміністративно-територіально поділяється на 1 селищну раду і 29 сільських рад, які об'єднують 83 населені пункти та підпорядковані Конотопській районній раді.

## Транспортна інфраструктура
Територією району проходять автомобільні дороги державного підпорядкування Батурин—Суми та Кролевець—Конотоп—Ромни—Пирятин, автомобільна дорога Батурин—Суми, за 28 км від міста Конотоп примикає автомагістраль E101М02 (Київ—Москва) та E381. У місті обласного підпорядкування Конотоп, яке також є районним центром, розташований великий залізничний вузол.

## Населення
Розподіл населення за віком та статтю (2001)
| Стать | Всього | До 15 років | 15-24 | 25-44 | 45-64 | 65-85 | Понад 85 |
| --- | ------ | ----------- | ----- | ----- | ----- | ----- | -------- |
| Чоловіки | 17 560 | 2826        | 2189  | 4788  | 4850  | 2799  | 108      |
| Жінки | 21 996 | 2764        | 1991  | 4315  | 5745  | 6540  | 641      |
| \| Статево-вікова піраміда \| Статево-вікова піраміда \| Статево-вікова піраміда \| \| ----------------------- \| ----------------------- \| ----------------------- \| \| Чоловіки \| Вік \| Жінки \| \| 108 \| 85 + \| 641 \| \| 169 \| 80-84 \| 865 \| \| 618 \| 75-79 \| 1812 \| \| 1124 \| 70-74 \| 2367 \| \| 888 \| 65-69 \| 1496 \| \| 1464 \| 60-64 \| 2140 \| \| 811 \| 55-59 \| 1084 \| \| 1213 \| 50-54 \| 1307 \| \| 1362 \| 45-49 \| 1214 \| \| 1361 \| 40-44 \| 1235 \| \| 1180 \| 35-39 \| 1098 \| \| 1112 \| 30-34 \| 963 \| \| 1135 \| 25-29 \| 1019 \| \| 1127 \| 20-24 \| 996 \| \| 1062 \| 15-20 \| 995 \| \| 1156 \| 10-14 \| 1158 \| \| 973 \| 5-9 \| 945 \| \| 697 \| 0-4 \| 661 \| |        |             |       |       |       |       |          |
| Статево-вікова піраміда |        |             |       |       |       |       |          |
| Чоловіки | Вік    | Жінки       |       |       |       |       |          |
| 108 | 85 +   | 641         |       |       |       |       |          |
| 169 | 80-84  | 865         |       |       |       |       |          |
| 618 | 75-79  | 1812        |       |       |       |       |          |
| 1124 | 70-74  | 2367        |       |       |       |       |          |
| 888 | 65-69  | 1496        |       |       |       |       |          |
| 1464 | 60-64  | 2140        |       |       |       |       |          |
| 811 | 55-59  | 1084        |       |       |       |       |          |
| 1213 | 50-54  | 1307        |       |       |       |       |          |
| 1362 | 45-49  | 1214        |       |       |       |       |          |
| 1361 | 40-44  | 1235        |       |       |       |       |          |
| 1180 | 35-39  | 1098        |       |       |       |       |          |
| 1112 | 30-34  | 963         |       |       |       |       |          |
| 1135 | 25-29  | 1019        |       |       |       |       |          |
| 1127 | 20-24  | 996         |       |       |       |       |          |
| 1062 | 15-20  | 995         |       |       |       |       |          |
| 1156 | 10-14  | 1158        |       |       |       |       |          |
| 973 | 5-9    | 945         |       |       |       |       |          |
| 697 | 0-4    | 661         |       |       |       |       |          |

Національний склад населення за даними перепису 2001 року:
| Національність | Кількість осіб | Відсоток |
| -------------- | -------------- | -------- |
| українці       | 38394          | 97,04 %  |
| росіяни        | 830            | 2,10 %   |
| білоруси       | 110            | 0,28 %   |
| молдовани      | 70             | 0,18 %   |
| цигани         | 67             | 0,17 %   |
| інші           | 96             | 0,24 %   |

Мовний склад населення за даними перепису 2001 року:
| Мова       | Кількість осіб | Відсоток |
| ---------- | -------------- | -------- |
| українська | 38540          | 97,40 %  |
| російська  | 862            | 2,18 %   |
| білоруська | 47             | 0,12 %   |
| молдовська | 33             | 0,08 %   |
| циганська  | 21             | 0,05 %   |
| інші       | 64             | 0,16 %   |

## Політика
25 травня 2014 року відбулися Президентські вибори України. У межах Конотопського району було створено 47 виборчих дільниць. Явка на виборах складала — 62,83 % (проголосували 16 050 із 25 546 виборців). Найбільшу кількість голосів отримав Петро Порошенко — 54,65 % (8 772 виборців); Юлія Тимошенко — 16,98 % (2 725 виборців), Олег Ляшко — 12,88 % (2 067 виборців), Анатолій Гриценко — 6,00 % (963 виборців). Решта кандидатів набрали меншу кількість голосів. Кількість недійсних або зіпсованих бюлетенів — 0,77 %.

## Пам'ятки
У Конотопському районі Сумської області на обліку перебуває 72 пам'ятки історії.
У Конотопському районі Сумської області на обліку перебуває 8 пам'яток архітектури.

## Персоналії
Конотопщина дала Україні і світу видатних вчених:
- українського історика Олександра Матвійовича Лазаревського (1834—1902);
- видатного вченого в галузі механіки — Степана Прокоповича Тимошенка (1878—1972);
- вченого славіста Якова Пантелеймоновича Гурського (1923—1995);
- відомого українського хорового диригента, композитора і педагога, заслуженого артиста УРСР Григорія Митрофановича Давидовського (1866—1952);
- відомого поета-гумориста, члена Національної Спілки письменників України Петра Остаповича Гришка (1925—2003);
- члена Української Центральної Ради Панаса Харитоновича Суліза та інших.